# Diestostemma truncatipenne
Diestostemma truncatipenne är en insektsart som beskrevs av Schmidt 1911. Diestostemma truncatipenne ingår i släktet Diestostemma och familjen dvärgstritar. Inga underarter finns listade i Catalogue of Life.